# Thorsten Thiel

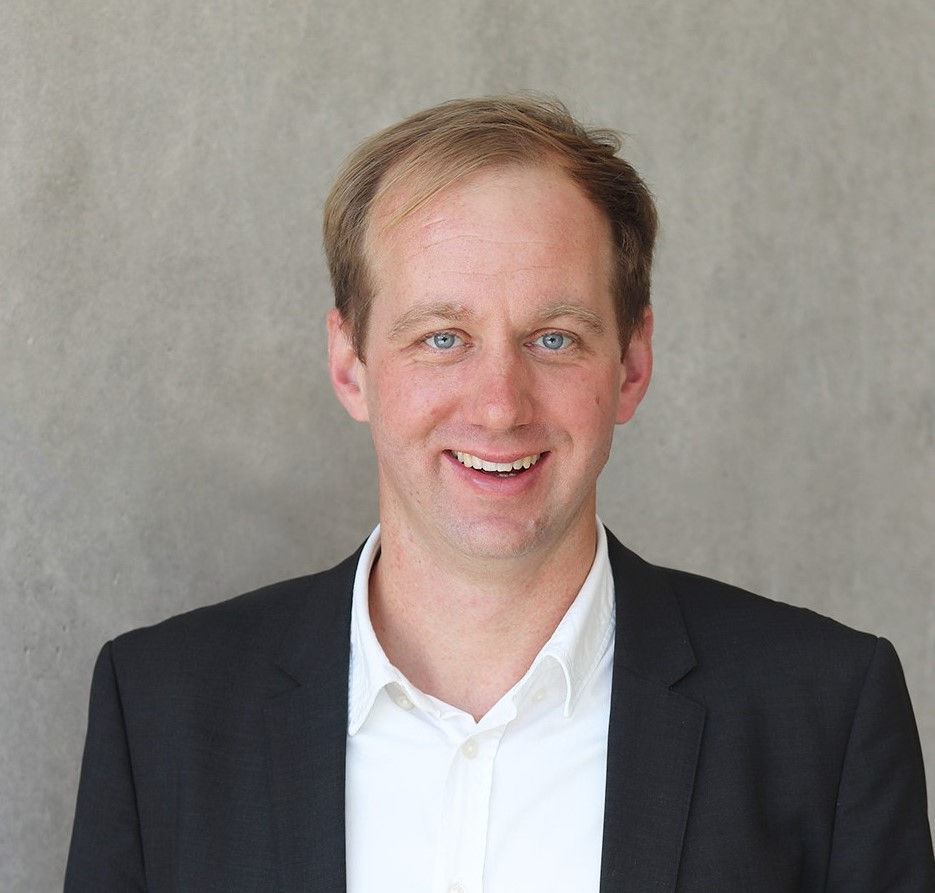
Thorsten Thiel

Thorsten Thiel (* 1980 in Mönchengladbach) ist ein deutscher Politikwissenschaftler. Seit 2022 ist er Professor für Demokratieförderung und Digitalpolitik an der Universität Erfurt.

## Akademischer Werdegang
Thorsten Thiel studierte von 2000 bis 2006 Politische Wissenschaft, Soziologie und Wirtschafts- und Sozialgeschichte an der RWTH Aachen. Seine Promotion erfolgte 2012 als Stipendiat des DFG-Graduiertenkollegs „Verfassung jenseits des Staates“, betreut von Helmut König und Hauke Brunkhorst. Von 2010 bis 2013 war Thiel wissenschaftlicher Mitarbeiter bei Nicole Deitelhoff am Exzellenzcluster Normative Orders in Frankfurt am Main und von 2013 bis 2017 Koordinator des Forschungsverbundes „Krisen einer globalisierte Welt“ der Leibniz-Gemeinschaft und wissenschaftlicher Mitarbeiter an der Hessischen Stiftung Friedens- und Konfliktforschung.
Von Ende 2017 bis 2022 leitete Thiel die Forschungsgruppe „Demokratie und Digitalisierung“ am Weizenbaum-Institut für die vernetzte Gesellschaft und war zudem wissenschaftlicher Mitarbeiter bei Jeanette Hofmann am Wissenschaftszentrum Berlin. Thiel war im Wintersemester 2015/2016 Vertretungsprofessor für Politische Theorie und Ideengeschichte an der Universität Trier und im Sommersemester 2021 Vertretungsprofessor für Vergleichende Regierungslehre an der Universität Erfurt.
Im Oktober 2022 wurde Thiel auf die Professur für Demokratieförderung und Digitalpolitik an der Universität Erfurt berufen.

## Forschungsschwerpunkte
In seiner Forschung konzentriert sich Thiel insbesondere auf aktuelle Herausforderungen der Demokratie. Im Bereich des digitalen Strukturwandels arbeitet er unter anderem zu Fragen von sich verändernden Partizipationsformen, zu digitaler Souveränität, zu Anonymität, zu sozialen Medien und künstlicher Intelligenz. Ein besonderer Schwerpunkt der Forschung liegt auf der Rolle zivilgesellschaftlicher Akteure und deren Einsatz für demokratische Reformen. Thiels Arbeiten sind dabei verbunden mit dem Konzept der digitalen Konstellation als einer spezifischen Herangehensweise technische, ökonomische und gesellschaftliche Entwicklungen in ihren Wechselwirkungen zu erfassen. Im Feld der Internationalen Politischen Theorie hat u. a. er zu europäischer Demokratie, zu Opposition in der Internationalen Politik und – gemeinsam mit Christian Volk – zum Republikanismus des Dissenses publiziert.

## Funktionen
Thiel war von 2012 bis 2015 gewähltes Mitglied im Beirat der Deutschen Vereinigung Politische Wissenschaft und von 2015 bis 2016 im Vorstand der Vereinigung. Von 2016 bis 2022 war er außerdem Mitglied im Steering Committee des deutschen Ablegers des Internet Governance Forum. Gemeinsam mit Christian Volk gibt er die Schriftenreihe Internationale Politische Theorie im Nomos-Verlag heraus, außerdem ist er seit 2010 Mitherausgeber des politiktheoretischen Wissenschaftsblogs Theorieblog.

## Schriften

### Monographien
- Republikanismus und die Europäische Union. Eine Neubestimmung des Diskurses um die Legitimität europäischen Regierens. Zugl. Dissertation. Nomos, Baden-Baden 2012. ISBN 978-3-8329-7106-9

### Herausgeberschaften
- mit Christian Volk: Die Aktualität des Republikanismus. Nomos, Baden-Baden 2016 ISBN 978-3-8487-2122-1.
- mit Daniel Jacob: Politische Theorie und Digitalisierung. Nomos, Baden-Baden 2017, ISBN 978-3-8487-3733-8.
- mit Sebastian Berg, Daniel Staemmler: Political Theory of the Digital Constellation. Sonderheft: Zeitschrift für Politikwissenschaft, 32:2. 2022, doi:10.1007/s41358-022-00324-4

### Artikel (Auswahl)
- mit Nicole Deitelhoff: Keine Widerrede. Opposition und Deliberation in der überstaatlichen Politik. In: Claudia Landwehr, Rainer Schmalz-Bruns (Hrsg.), Deliberative Demokratie in der Diskussion. Nomos, Baden-Baden, 2014,  S. 412–450, doi:10.5771/9783845257129-421
- mit Christian Volk: Republikanismus des Dissenses. In: Thorten Thiel, Christian Volk (Hrsg.), Die Aktualität republikanischer Theorie. Nomos, Baden-Baden, 2016, S. 345–369, doi:10.5771/9783845262222-345
- Anonymität und Demokratie. In: Forschungsjournal Soziale Bewegungen, 30:2, 2017, S. 152–161, doi:10.1515/fjsb-2017-0036
- mit Julia Pohle: Digital Sovereignty. In: Internet Policy Review, 9:4. 2020, doi:10.14763/2020.4.1532
- mit Sebastian Berg, Niklas Rakowski: Die digitale Konstellation. Eine Positionsbestimmung. In: Zeitschrift für Politikwissenschaft, 30:2, 2020, S. 171–191,  doi:10.1007/s41358-020-00207-6
- mit Sebastian Berg et al.: Civic Hackathons und der Formwandel der Demokratie. Eine repräsentations-theoretische Analyse von #WirVsVirus. In: Politische Vierteljahresschrift, 62:4, 2021, S. 621–642, doi:10.1007/s11615-021-00341-y
- mit Philipp Staab: Social Media and the Digital Structural Transformation of the Public Sphere. In: Theory, Culture & Society, 39.4, 2022, S. 129–143, doi:10.1177/02632764221103527